# Park Royal Vehicles

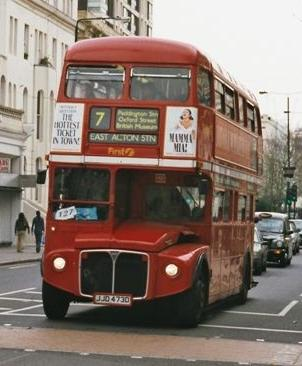
AEC Routemaster mit Aufbau von Park Royal Vehicles

Die Park Royal Vehicles, auch Park Royal oder PRV,  war ein Hersteller von Aufbauten für Omnibusse und Schienenfahrzeuge aus Park Royal, England. Die Firma bestand von 1930 bis 1980, ihre Wurzeln lassen sich jedoch bis in das Jahr 1889 zurückverfolgen.

## Geschichte
Zusammen mit der Firma Charles H. Roe gehörte Park Royal Vehicles zu den ältesten und bedeutendsten Karosseriebauunternehmen im Vereinigten Königreich. Die Firma wurde als Hall Lewis Company 1889 gegründet und beschäftigte sich mit der Herstellung von Aufbauten für Kutschen, Straßen- und Schienenfahrzeuge. Aus der Konkursmasse der Firma ging 1930 Park Royal Coachworks hervor. Die Firma befand sich bis 1946 in Besitz von Harry Yager, einem Hauptgläubiger der Hall Lewis Company. Im Jahr 1946 erfolgte die Umbenennung in Park Royal Vehicles, im Folgejahr wurde mit der Charles H. Roe Ltd. in Leeds einer der ältesten Mitbewerber übernommen.
Im Jahr 1949 wurde Park Royal Vehicles ein Bestandteil der Associated Commercial Vehicles Ltd (ACV), zu der auch die Firma Associated Equipment Company (AEC) gehörte. AEC fertigte Fahrgestelle für Omnibusse und Lastkraftwagen. 1962 schlossen sich die ACV mit ihren Tochterfirmen und die Leyland zusammen, sechs Jahre später wurde Leyland Motors in Leyland Motor Corporation umfirmiert und umfasste nun den Großteil der britischen Automobilindustrie und einen beträchtlichen Teil der Zulieferfirmen. Durch die Labour-Regierung wurde Leyland 1975 verstaatlicht. Infolge der Krise des britischen Automobilbaus war Leyland ab dem Ende der 1970er Jahre zur Schließung von Tochterfirmen gezwungen. AEC wurde 1979 geschlossen, PRV im Juli des Folgejahres.

## Fahrzeuge
Der Zusammenschluss von Karosseriebaufirmen und Fahrgestellherstellern unter dem Dach der ACV erwies sich als vorteilhaft, da die Anforderungen großer Busverkehrsunternehmen wie London Transport durch aufeinander abgestimmte Konstruktionen einfacher erfüllt werden konnten. Der von AEC und PRV produzierte AEC Routemaster war ein Schritt zum selbsttragenden Bus. Bis in die 1980er Jahre war es auch üblich, dass Fahrgestelle und Aufbauten für Busse von verschiedenen Herstellern gefertigt wurden. Da die von AEC gefertigten Fahrgestelle (vorderer und hinterer Fahrschemel) des Routemaster ausschließlich mit Aufbauten von PRV versehen wurden, konnten die Konstruktionen von Rahmen und Aufbau optimiert werden, was neben der Nutzung von Aluminium zu einem leichteren Fahrzeug führte. Insgesamt wurden 2873 Routemaster von 1954 bis 1968 in verschiedenen Ausführungen produziert, die weit überwiegende Menge für London.
Neben Aufbauten für Busse fertigte Park Royal Vehicles auch Karosserien für andere Fahrzeuge. So wurde beispielsweise das erste Londoner Taxi mit Dieselmotor von PRV karosseriert. PRV war zudem an der Produktion der Bristol-Modelle 407 bis 411 beteiligt; das Unternehmen lieferte bis 1976 die Rohkarosserien für die Oberklassefahrzeuge aus Filton. 
1958 stellte PRV die Aufbauten für fünf Schienenbusse der Klasse 79970-74 der British Rail her. Bereits im Vorjahr hatte die Produktion der Klasse 103 der British Rail begonnen. Insgesamt wurden 40 Stück dieser zweiteiligen Dieseltriebzüge hergestellt.
Während des Zweiten Weltkrieges wurden bei PRV die Motorverkleidungen und Außenflügel des Bombers Handley Page Halifax produziert. Außerdem war man mit der Herstellung von Aufbauten für verschiedene militärische Fahrzeuge beschäftigt. Von November 1954 bis Januar 1955 baute PRV die Aufbauten für 150 militärische Löschfahrzeuge Green Goddess.

## Galerie

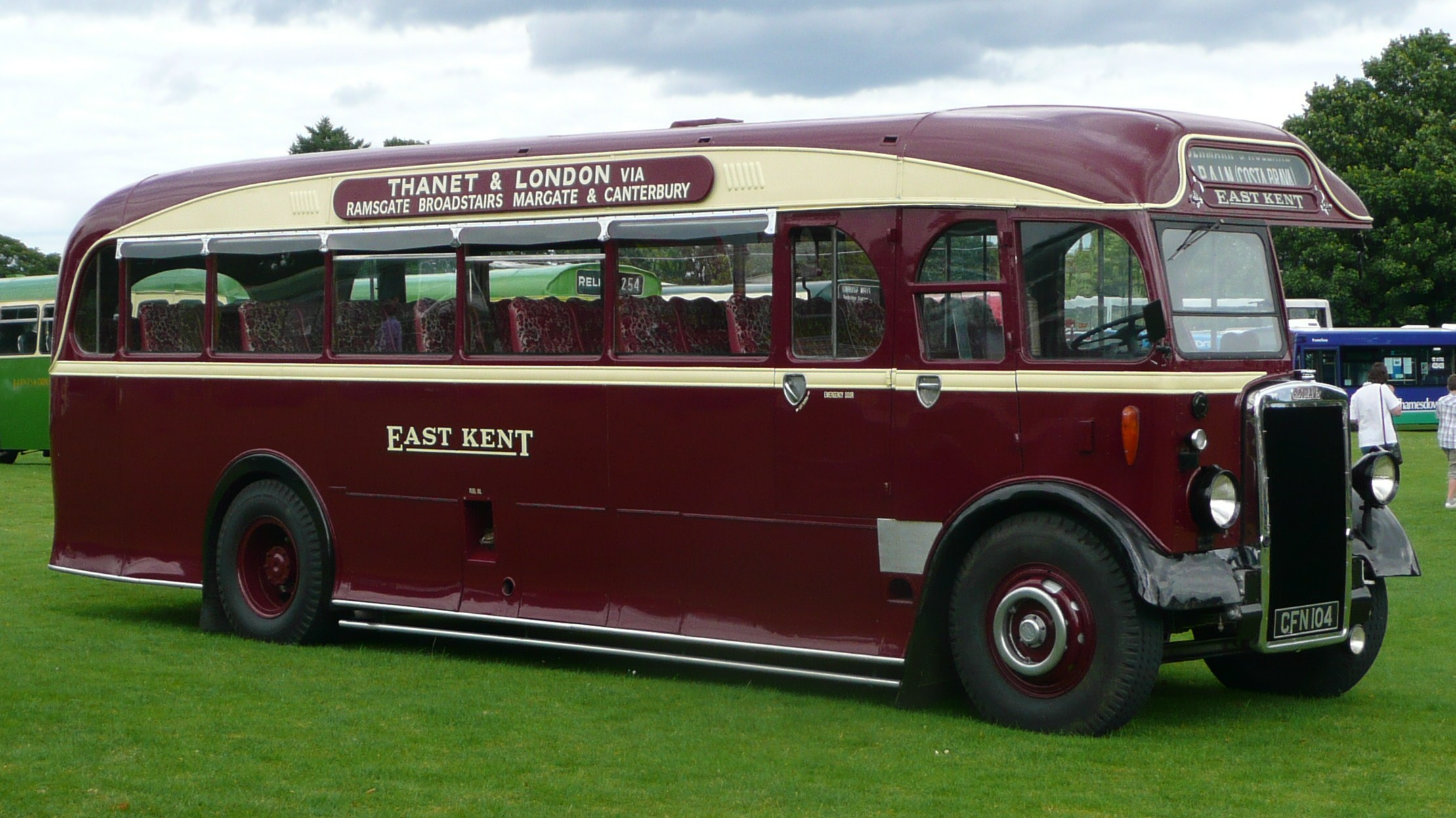
Leyland Tiger mit Aufbau von PRV
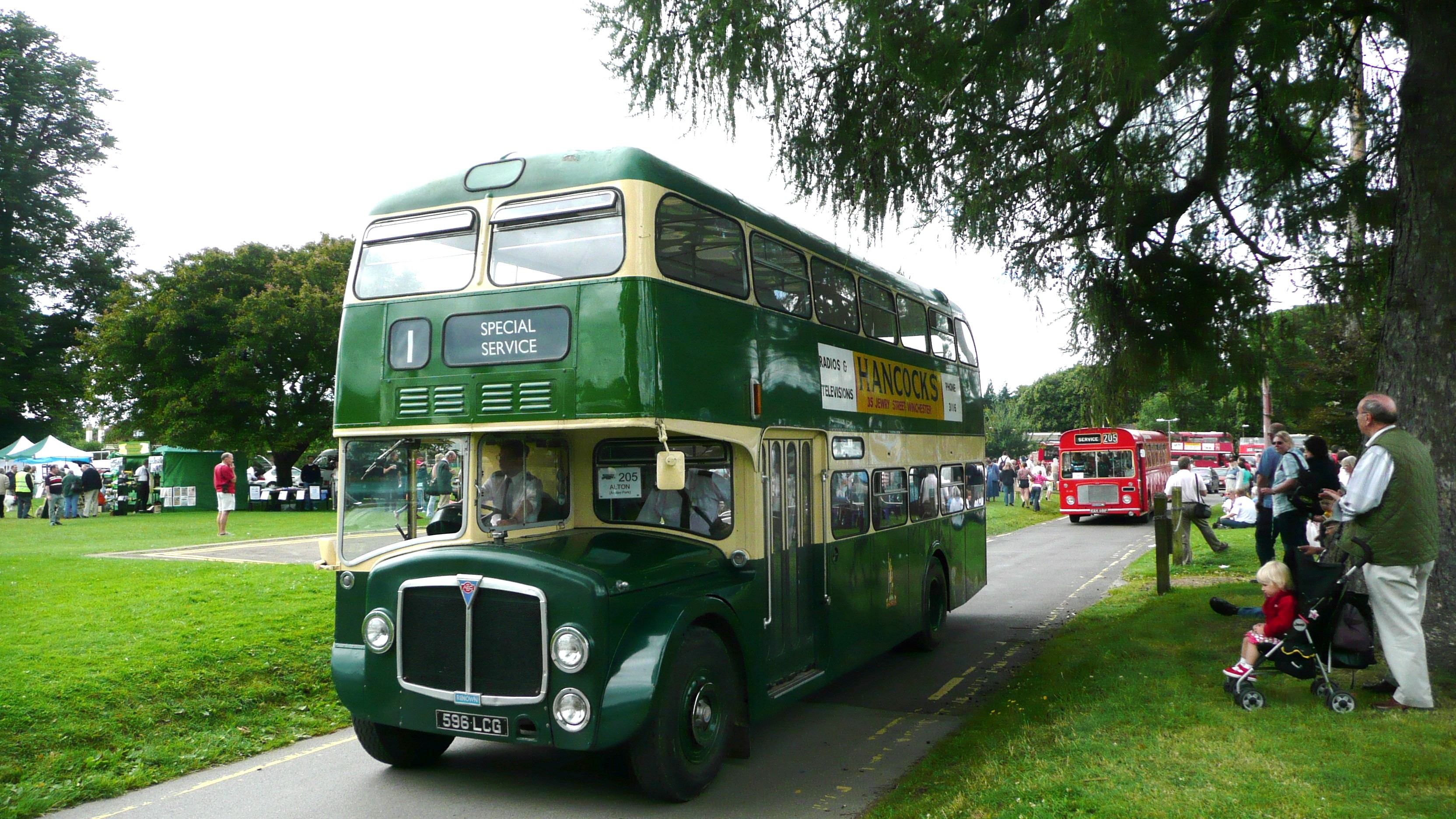
AEC Renown mit Aufbau von PRV
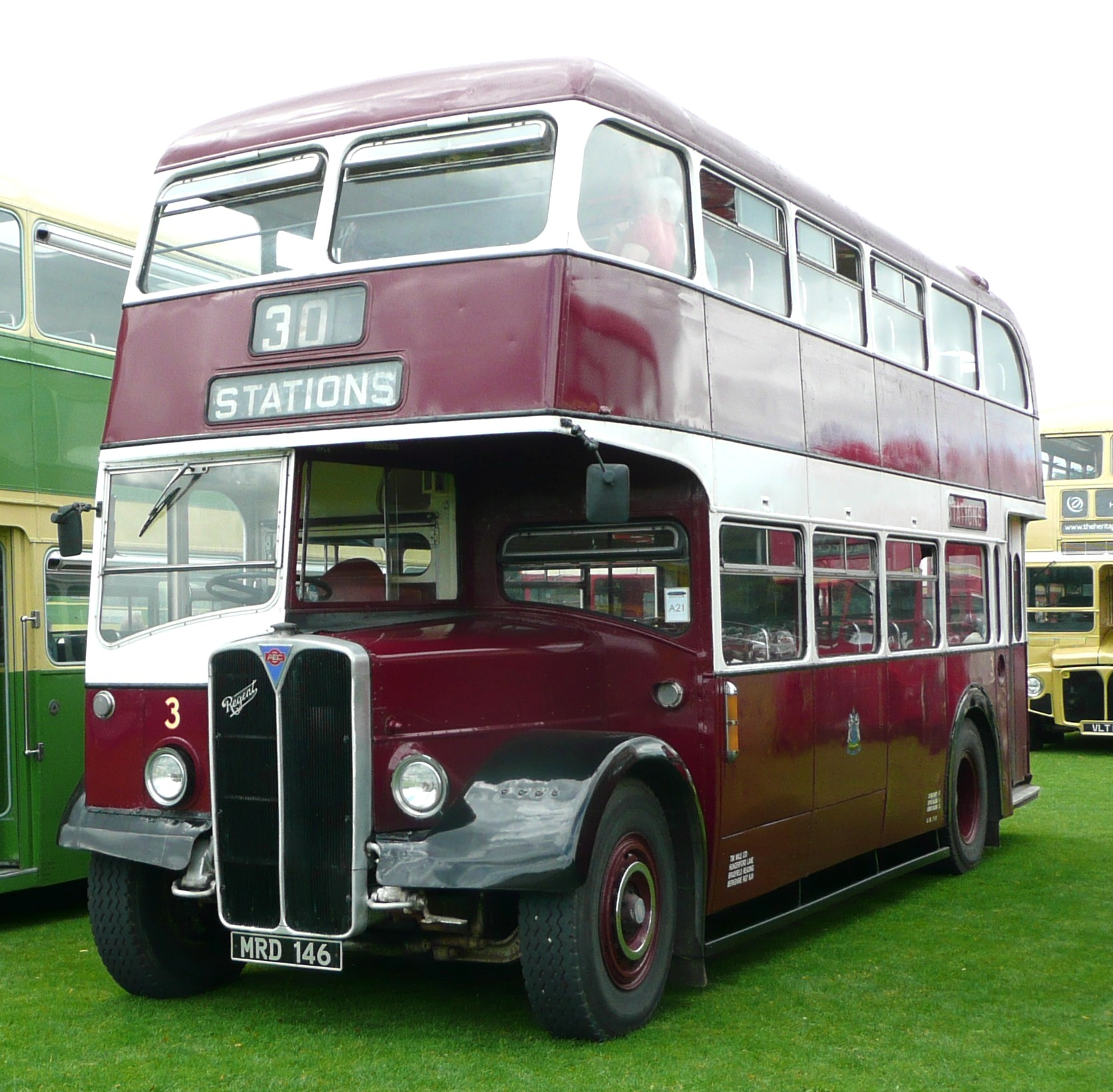
AEC Regent mit Aufbau von PRV
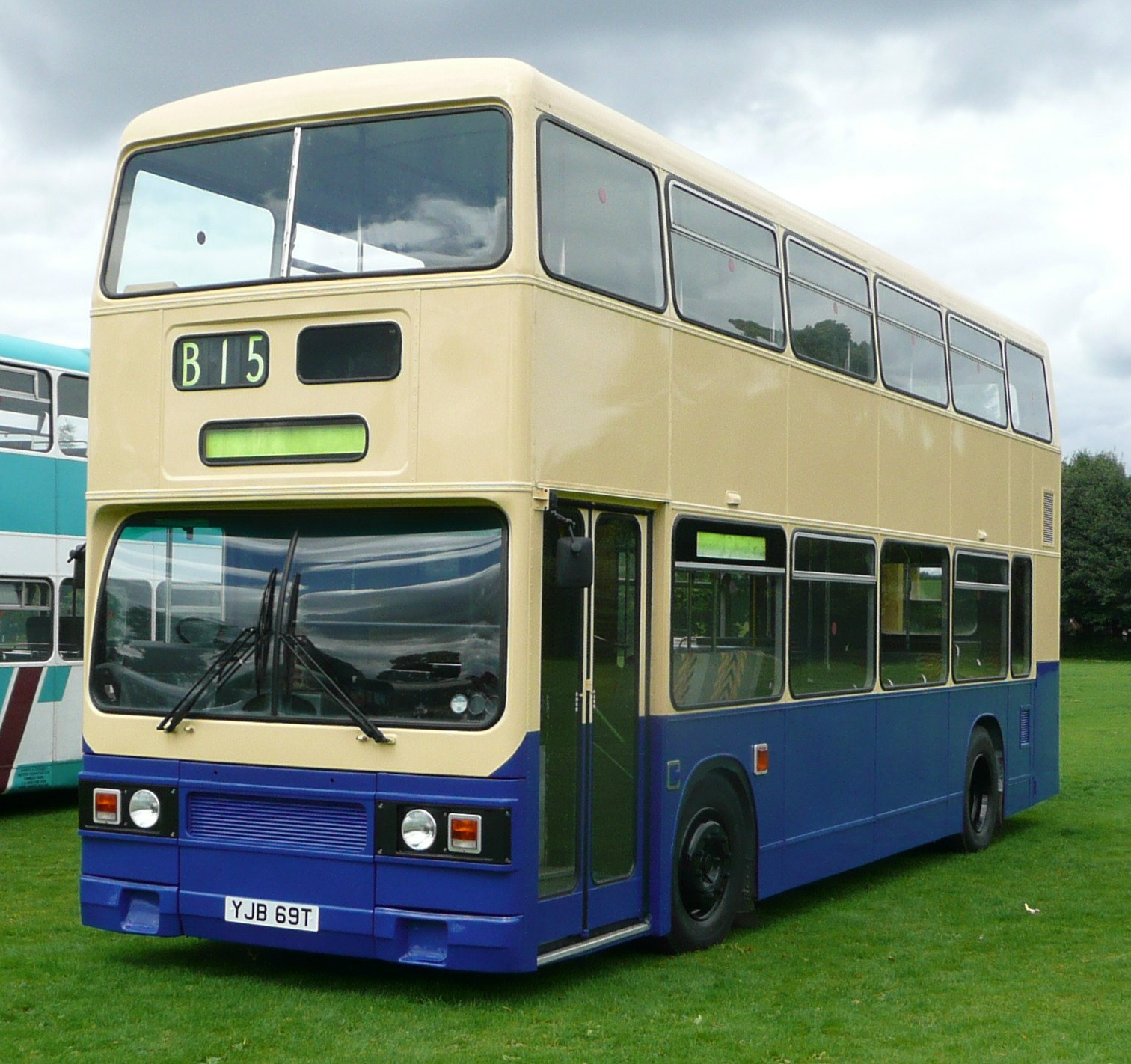
Leyland Titan mit Aufbau von PRV
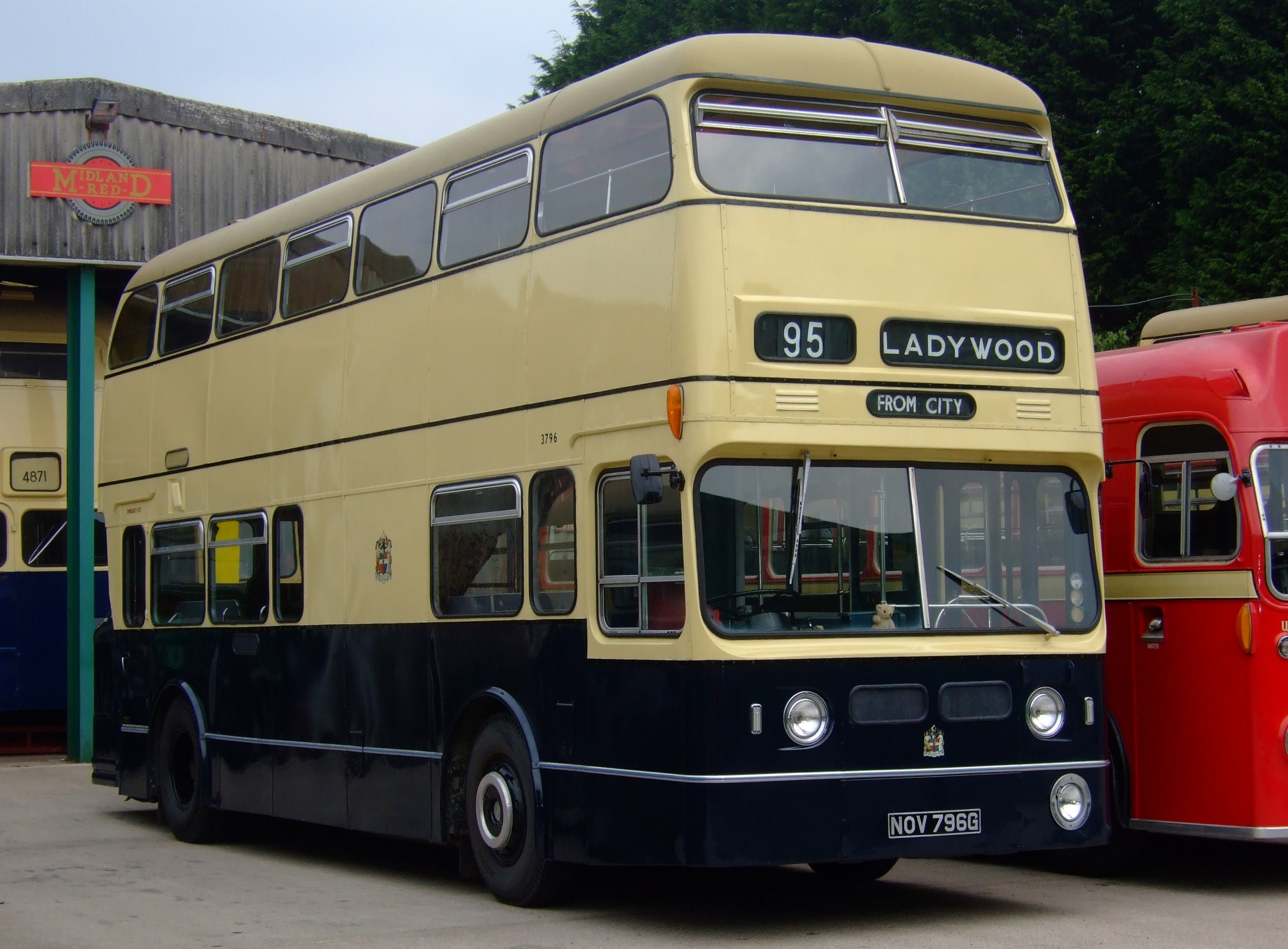
Daimler Fleetline mit Aufbau von PRV
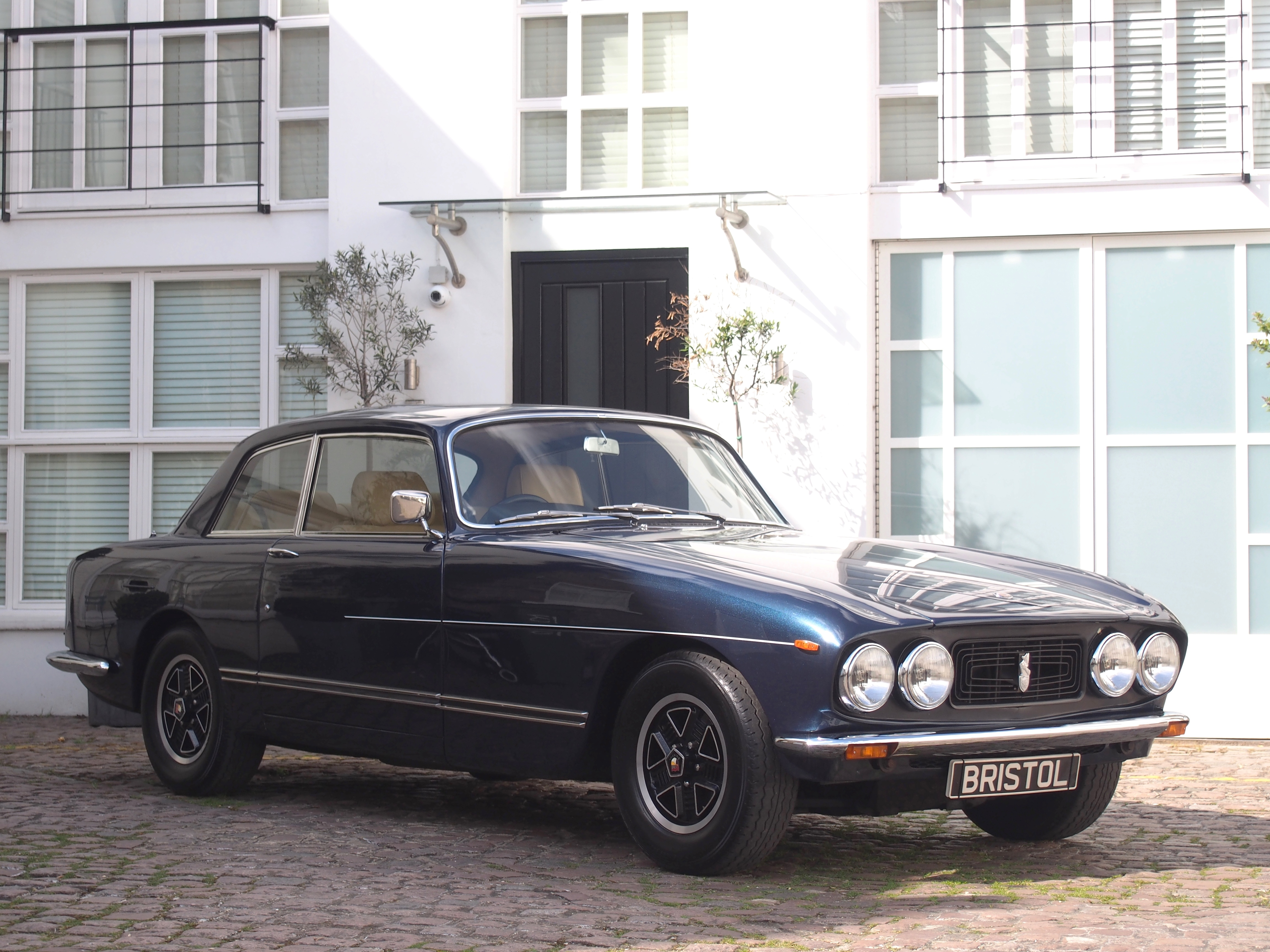
Bristol 411 mit Rohkarosserie von PRV